# 6324 Kejonuma
A 6324 Kejonuma (ideiglenes jelöléssel 1991 DN1) a Naprendszer kisbolygóövében található aszteroida. Shigeru Inoda és Urata Takesi fedezte fel 1991. február 23-án.